# Kepler-16
Kepler-16 és un sistema amb una estrella binària localitzat a la constel·lació Cygnus per la nau espacial Kepler. Es va confirmar la seva existència el 15 de setembre de 2011. Enllaça amb un planeta conegut: el de la mida de Saturn Kepler-16b. Les estrelles estan separades per 0,22 ua, i completen una òrbita al voltant d'un centre comú de massa cada 41 dies. Ambdues estrelles són més petites que el Sol, la principal és una nana taronja de classe K, i la secundària és una nana roja de classe M.

## Sistema planetari
Kepler-16b és un planeta gegant gasós en l'òrbita de dues estrelles en el sistema de Kepler-16. El planeta és un terç de massa joviana. El planeta és lleugerament més petit que Saturn en 0,7538 radis jovians, però és més dens. Kepler-16b completa una òrbita cada 228,776 dies, amb una òrbita gairebé circular.
| Companya (per ordre des de l'estrella) | Massa    | Semieix major (ua) | Període orbital (dies) | Excentricitat | Inclinació | Radi |
| -------------------------------------- | -------- | ------------------ | ---------------------- | ------------- | ---------- | ---- |
| b                                      | 0.333 MJ | 0.7048             | 228.776                | 0.0069        | —          | —    |